# Linde (Birzgale)
Linde (deutsch: Linden) ist ein Dorf in Semgallen in Lettland. Es liegt am linken Ufer der Düna gegenüber von Lielvārde und westlich des einstigen Gutshofs Linden, von dem heute nur noch Grundmauern, ein Torbogen und der Park existieren.
Linde gehörte im Russischen Reich zum Kreis Friedrichstadt, Gouvernement Kurland und jetzt zur Gemeinde Birzgale (deutsch: Birsgallen) im Bezirk Ogre.

## Gut Linden
Das Gut Linden (Lindes muiža) wurde erstmals im 13. Jahrhundert erwähnt, als es der Familie von Linden gehörte. 1542 erwarb Johann von Plettenberg das Gut. Das barocke Tor zum Gut wurde 1767 erbaut. Der ebenfalls zur gleichen Zeit entstandene Gutspark ist 7,4 Hektar groß und verfügt über holländische Lindenplantagen mit speziellen Pavillons. Möglicher Autor des Gartenprojekts war Brethners, der Heimlehrer der Tochter des Gutsbesitzers Georg Friedrich von Plettenberg. Nach dem Tod von Georg Friedrich von Plettenberg, dem letzten männlichen Vertreter der kurländischen Familie Plettenberg, erbte das Gut seine Tochter Sofia Elisabeth und nach ihrer Heirat 1784 die Gräfin Sofia von Mengden. 1844 wurde das Gut an den kurländischen Statthalter Paul von Hahn verkauft. 1866 wurde das Herrenhaus umgebaut und ein zweites Stockwerk gebaut. Es wurde im Ersten Weltkrieg zerstört und nicht wiederaufgebaut. Der Gutsbesitzer Karl von Hahn diente während des Lettischen Unabhängigkeitskriegs im 13. Tukums-Infanterie-Regiment, das aus Soldaten der Baltischen Landeswehr bestand. Obwohl das Gutsland anlässlich der lettischen Agrarreform 1920 in 178 neue Höfe aufgeteilt wurde, blieb das Zentrum des Gutes selbst im Besitz der Familie von Hahn. Nach der Umsiedlung der Deutsch-Balten 1939 ging das Restgut in Staatseigentum über. Das erhaltene barocke Gutstor wurde 2017 restauriert.

## Persönlichkeiten
- Rudolf Schulz (* 1807 in Linden-Birsgallen; † 1866 in Mitau), deutsch-baltischer Theologe und Redakteur